# Вакаса (провинция)
Вака́са (яп. 若狭国 вакаса-но Куни, «страна Вакаса»; 若州 дзякусю, «провинция Вакаса») — историческая провинция Японии в регионе Тюбу, подрегионе Хокурику. Соответствует юго-западной части современной префектуры Фукуи. Является частью района Рэйнан (яп. 岭南).

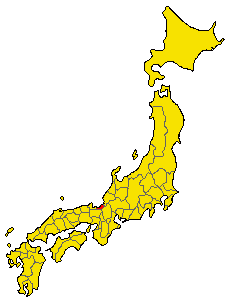
Провинция Вакаса (выделена красным цветом)

Провинция Вакаса была образована в VII веке. Её администрация располагалась в современном городе Обама.
В период Камакура провинция принадлежала семье Ходзё. Впоследствии, в XIV—XVI веках, провинцией владели семьи Хосокава, Исики и Такэда. С XVII по XIX века она была под контролем рода Сакай, вассалов-гвардейцев Сёгуната Токугава.
В 1871 году, в результате административной реформы правительства, провинция Вакаса была включена в префектуру Фукуи, которая была создана провинцией Этидзэн.

## Уезды
- Миката (三方郡)
- Ои (大饭郡)
- Оню (远敷郡)

## Источник
- 『角川日本地名大辞典』全50巻,东京:角川书店,1987-1990 («Большой словарь названий местностей Японии издательства Кадокава» В 50 томах, Токио: Кадокава сётэн, 1987—1990).